# Beautiful Thieves
«Beautiful Thieves» — песня американской альтернативной рок-группы AFI, выпущенная в качестве второго сингла с их восьмого студийного альбома Crash Love, впервые прозвучавшая на радио 23 ноября 2009 года. Позже вышла виниловая пластинка с титульным треком на одной стороне и гравировкой на другой, тиражом всего в 500 копий.

## Видеоклип
Видеоклип был спродюсирован Тревисом Копачем, премьера состоялась 4 февраля 2010 года. Съёмки проходили 16 декабря 2009 года в особняке в Сими Вэлли, Калифорния. Помимо кадров с выступающей группой в нём присутствует некий сюжет. «Люди должны нести ответственность за свои действия, и мы выполняем это возмездие», — говорит Дэйви Хэвок.

## Позиции в чартах
| Чарт              | Высшая позиция |
| ----------------- | -------------- |
| Alternative Songs | 23             |
| Rock Songs        | 48             |